# 76-мм дивизионная пушка образца 1942 года (ЗИС-3)

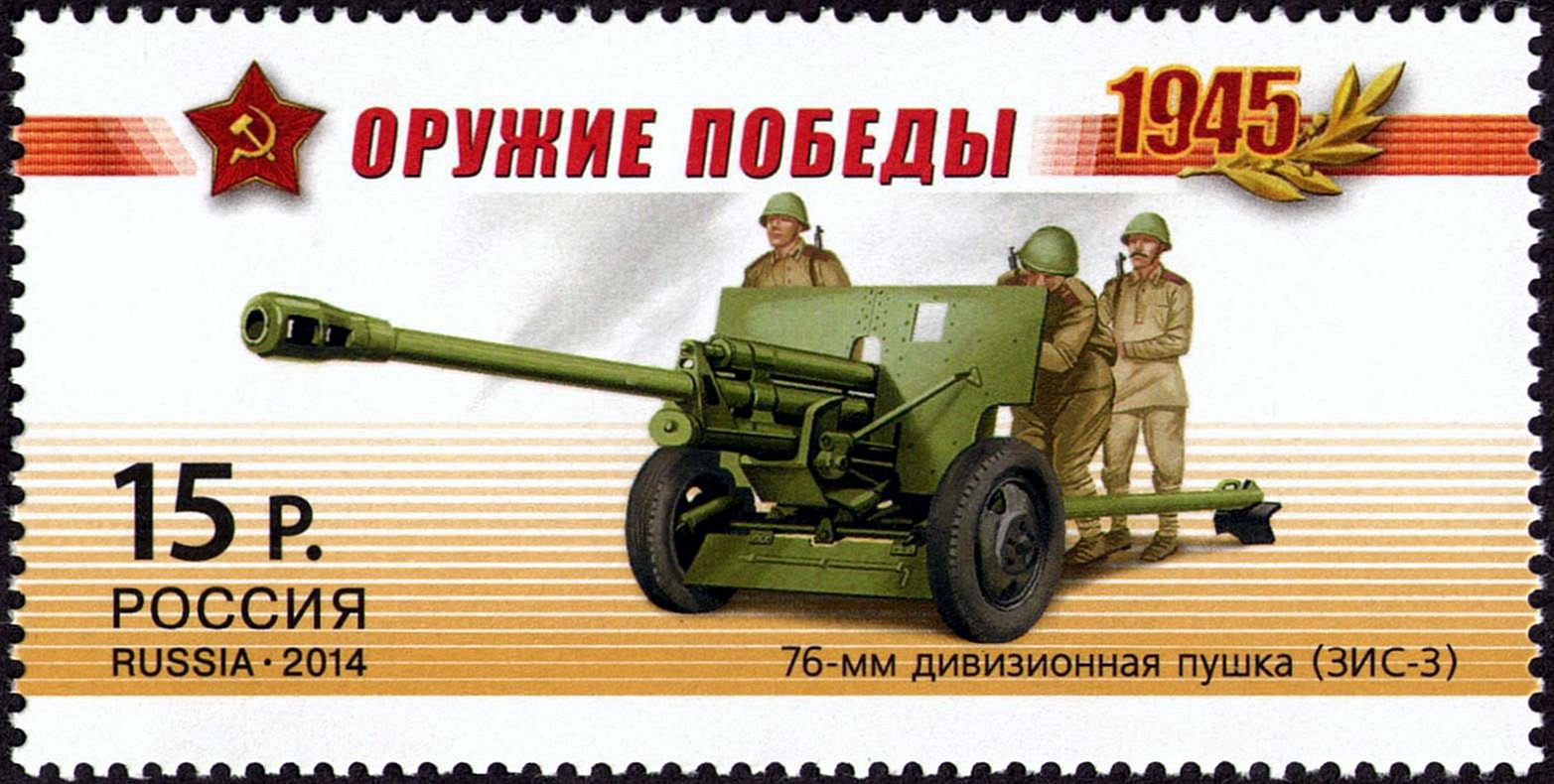
Почта России, 2014 г. Оружие Победы.

76-мм дивизионная пушка образца 1942 года (ЗИС-3, Индекс ГРАУ — 52-П-354У) — 76,2-мм советская дивизионная и противотанковая пушка. Главный конструктор — В. Г. Грабин, головное предприятие по производству — артиллерийский завод № 92 в городе Горьком. ЗИС-3 стала самым массовым советским артиллерийским орудием, выпускавшимся в годы Великой Отечественной войны. По простоте, малой массе и высоким боевым качествам было одним из лучших орудий Второй мировой войны. В послевоенное время ЗИС-3 долго состояла на вооружении Советской Армии, а также активно экспортировалась в ряд стран, в некоторых из которых она находилась на вооружении и на 2016 год, и, вероятно, на вооружении в настоящее время..

## История создания

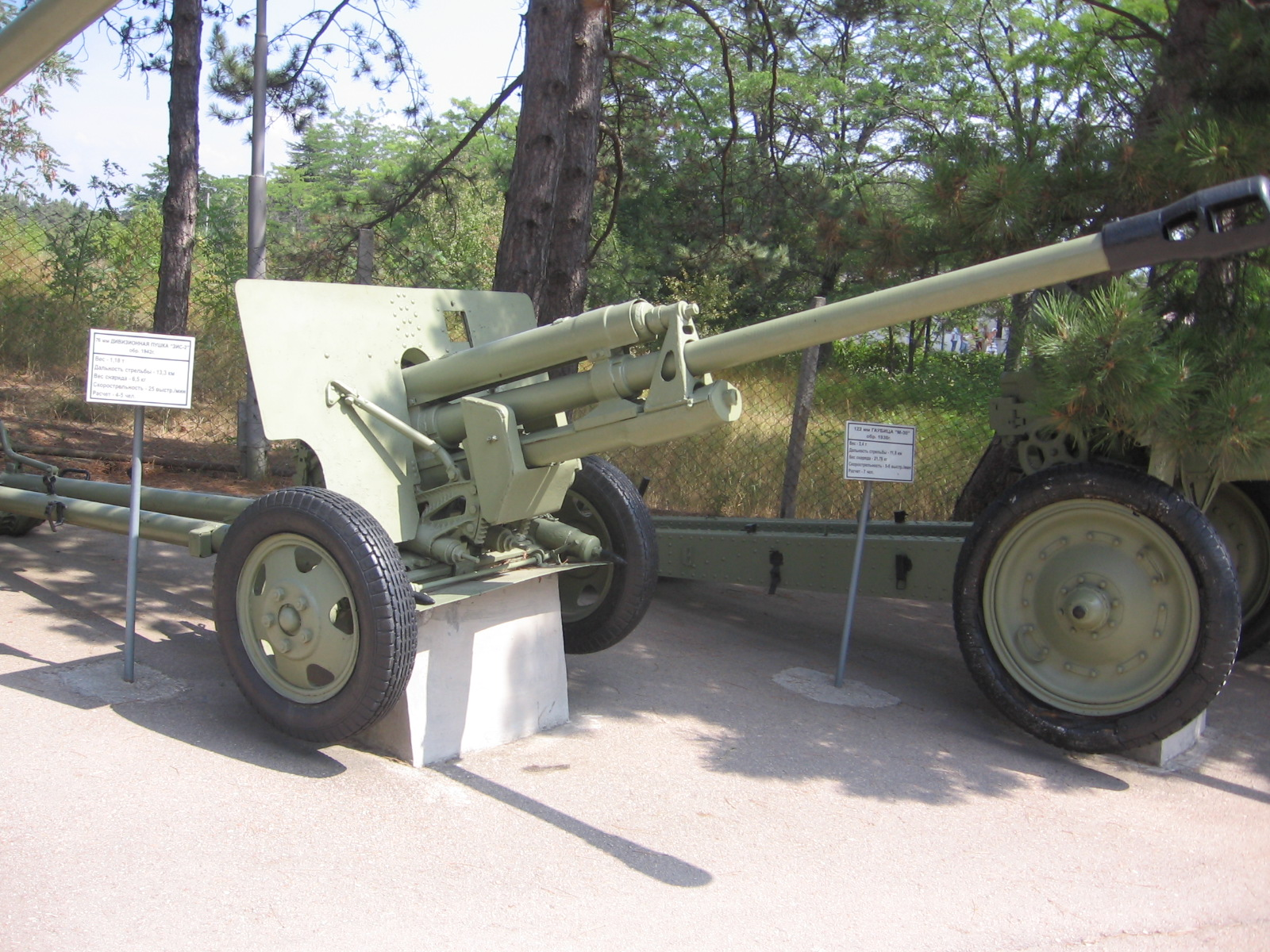
ЗИС-3 в музее на Сапун-горе, Севастополь

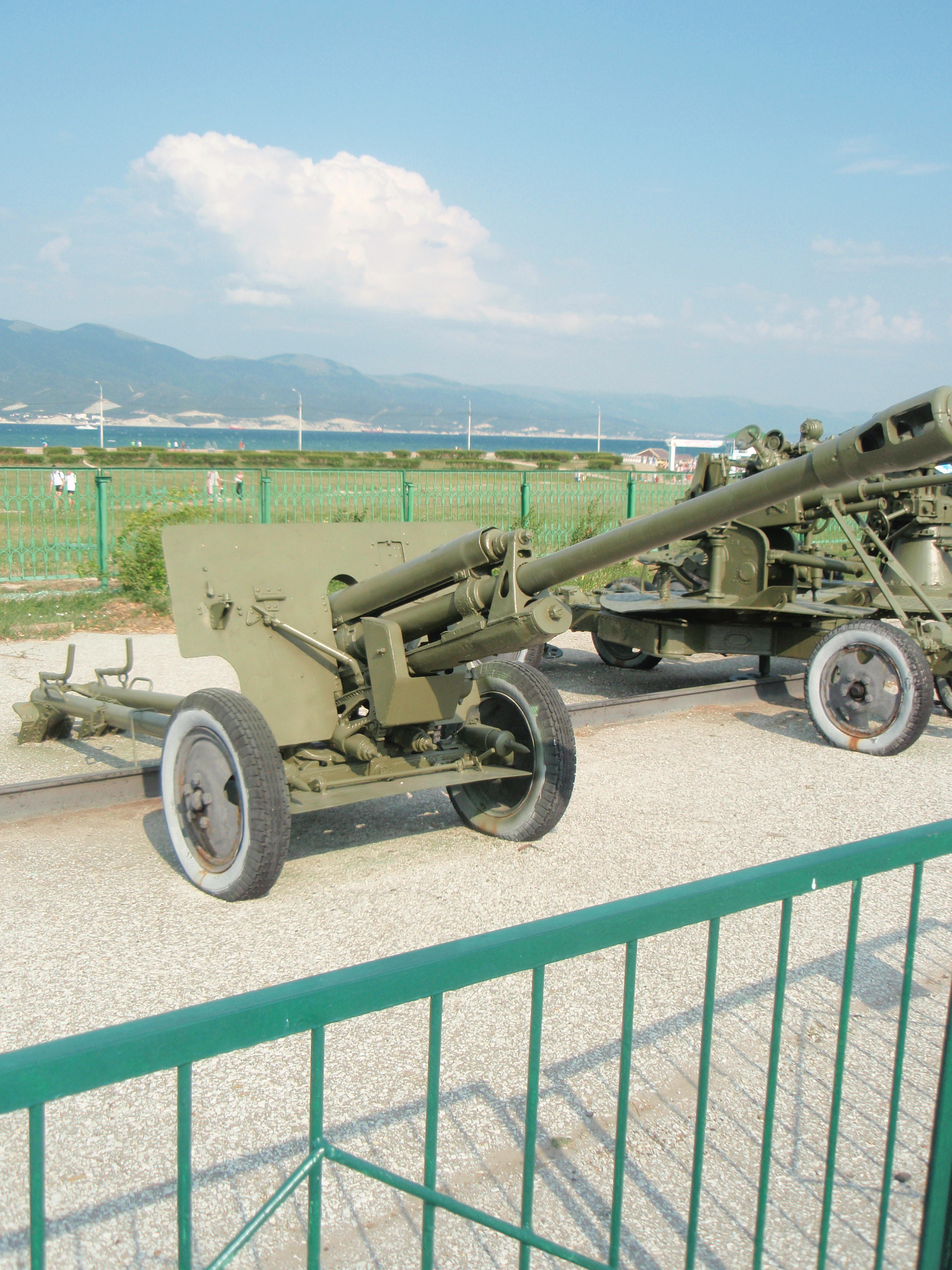
ЗИС-3 в музее-заповеднике «Малая земля», город Новороссийск. Справа — 37-мм автоматическая зенитная пушка образца 1939 года (61-К)

Разработка пушки начата в мае 1941 года по инициативе В. Г. Грабина без официального задания Главного артиллерийского управления Красной Армии (ГАУ). Это объяснялось неприятием дивизионной артиллерии калибра 76 мм главой этого ведомства маршалом Г. И. Куликом. В то время противотанковое орудие такого калибра было излишне, так как у Германии (с которой ожидалась война) не было тяжёлых танков, в то время как дивизионные орудия калибра 85-95 мм имели более высокое могущество осколочно-фугасных боеприпасов.
Конструктивно ЗИС-3 представляет собою наложение качающейся части предыдущей модели дивизионного орудия Ф-22УСВ на лёгкий лафет противотанковой 57-мм пушки ЗИС-2. Значительная сила отдачи была компенсирована дульным тормозом, отсутствовавшим у Ф-22УСВ. Также на ЗИС-3 был устранён важный недостаток Ф-22УСВ — размещение рукояток наводки по разные стороны ствола орудия. Это позволило номерам расчёта из четырёх человек (командир, наводчик, заряжающий, подносчик) выполнять только свои функции. Однако после успешных заводских испытаний опытный образец орудия был спрятан от посторонних глаз. Проектирование нового орудия шло в тесном сотрудничестве со специалистами-технологами, сама конструкция сразу создавалась для массового производства. Упрощались и сокращались операции (в частности, активно внедрялось качественное литьё крупных деталей), продумывались технологическая оснастка и требования к станочному парку, снижались требования к материалам, вводилась их экономия, предусматривались унификация и поточное производство узлов. Всё это позволило получить орудие, которое было почти втрое дешевле, чем Ф-22УСВ, при этом не менее эффективным.
Катастрофическое начало Великой Отечественной войны вызвало большие потери имевшейся артиллерии. По совместному решению В. Г. Грабина и руководства завода № 92 в серийное производство пошла именно ЗИС-3. Как следствие, военная приёмка на заводе отказалась принимать «некондиционные» пушки, но этот вопрос был позитивно решён под личную ответственность В. Г. Грабина. А. Б. Широкорад утверждает, что это решение было обусловлено не столько смелостью Грабина и директора завода № 92 А. Еляна, сколько директивой И. В. Сталина артиллерийским заводам давать фронту больше пушек, даже ценой снижения их качества. Согласно отчёту Грабина 1942 года, возобновление выпуска ЗИС-3 произошло по директиве ГКО в декабре 1941 года после решения о прекращении серийного выпуска ЗИС-2 (как значительно более дорогой, чем 53-К, и не имеющей эффективного осколочно-фугасного снаряда).
В боях 1941 г. ЗИС-3 показала своё преимущество над тяжёлой и неудобной для наводчика Ф-22УСВ. В результате это позволило В. Г. Грабину представить ЗИС-3 лично И. В. Сталину и получить официальное разрешение на производство орудия, которое к тому времени уже выпускалось заводом и активно использовалось в армии. В начале февраля 1942 г. были проведены официальные испытания, которые были скорее формальностью и продолжались всего пять дней. По их итогам ЗИС-3 была принята на вооружение 12 февраля 1942 года с официальным названием «76-мм дивизионная пушка обр. 1942 г.». Она поступала в армию в нескольких модификациях. ЗИС-3 — первое в мире артиллерийское орудие, которое собиралось на конвейере и самая массовая пушка Великой Отечественной войны — всего в период с 1941 по 1945 выпущено более 48,1 тысяч штук (ещё около 14500 орудий было смонтировано на САУ СУ-76). Для сравнения, за тот же период времени промышленность нацистской Германии выпустила около 25 000 буксируемых противотанковых 75-мм орудий Pak 40 и около 2600 вооружённых ими различных САУ, которые в вермахте были аналогом ЗИС-3 по назначению.
Маршал Воронов Н. Н.:

«30 января вечером меня вызвал к телефону директор артиллерийского завода А. С. Елян и сказал, что сейчас у него в кабинете собрались руководящие работники завода, они горячо поздравляют войска Донского фронта с большими боевыми успехами. По просьбе присутствующих он спросил меня: „Сколько времени потребуется ещё для окончательного разгрома окруженных немцев?“. — „Два-три дня“, — ответил я. Это вызвало бурю радости. Я отметил также, что продукция завода ведет себя хорошо, пожелал создателям орудий новых успехов на трудовом фронте. Легкая 76-миллиметровая пушка, производившаяся на этом заводе, была любимицей наших артиллеристов и грозой для гитлеровских танков. От огня этой пушки враг нес большие потери, и пленные немецкие офицеры и солдаты говорили, что гитлеровцы боятся её как огня».

## Серийное производство
Производство пушек началось на заводе № 92 в декабре 1941 года. Некоторое количество ЗИС-3 (материальная часть для двух артиллерийских дивизионов) были направлены на войсковые испытания уже в конце 1941 года. Массовое производство орудий развернулось с 1942 года и велось главным образом на горьковском заводе № 92. В существенно меньших масштабах пушки этого типа производились с 1943 года на заводе № 235. Кроме того, в 1944 году выпуск орудий должен был начать завод № 7 в Ленинграде, но вследствие передачи ему производства пушек БС-3, всё ограничилось малой партией из 14 экземпляров.
| Производство ЗИС-3, шт. |      |       |        |        |      |       |
| Производитель           | 1941 | 1942  | 1943   | 1944   | 1945 | Всего |
| № 92                    | ?*   | 10237 | 12 269 | 13 215 | 6005 | 41726 |
| № 235                   | —    | —     | 1655   | 2900   | 1820 | 6375  |
| № 7                     | —    | —     | —      | 14     | —    | 14    |
| Итого                   | ?*   | 10237 | 13 924 | 16 129 | 7825 | 48115 |

*Некоторое количество, включенное в число произведенных 76-мм пушек Ф-22 УСВ. Есть утверждение, что все 350 орудий выпуска декабря, были в варианте ЗИС-3.
| Отгрузка ЗИС-3, шт.        |          |          |          |          |        |
| Назначение                 | 1942 год | 1943 год | 1944 год | 1945 год | Всего  |
| Дивизионная артиллерия     | 2005     | 4931     | 8494     | 7825     | 23 255 |
| Противотанковая артиллерия | 8134     | 8993     | 7620     | 0        | 24 747 |
| Итого                      | 10 139   | 13 924   | 16 114   | 7825     | 48002  |

| Производитель | 1942 | 1943 | 1944 | 1945 | Всего |
| ------------- | ---- | ---- | ---- | ---- | ----- |
| № 92          | 145  | 2220 | 7570 | 4515 | 14450 |

## Описание конструкции
ЗИС-3 — пушка современной для того времени конструкции. Ствол орудия — моноблок, с казёнником и дульным тормозом (поглощающим около 30 % энергии отката). Затвор вертикальный клиновой, полуавтоматический. Полуавтоматика затвора механического (копирного) типа. Спуск кнопочный или рычажный (на орудиях различных производственных серий). Ресурс ствола у орудий первых серий — 5000 выстрелов, у большинства орудий — 2000 выстрелов. Противооткатные устройства при выстреле откатываются со стволом, состоят из гидравлического тормоза отката и гидропневматического накатника. Откат постоянный. Подъёмный механизм имеет два сектора. Поворотный механизм винтового типа. Рукоятки подъёмного и поворотного механизмов размещены слева от ствола, что существенно облегчало работу наводчика при стрельбе по движущимся целям. Уравновешивающий механизм пружинный, тянущего типа, состоит из двух колонок. Боевая ось прямая. Орудие подрессорено, рессоры пружинные в колонну. Колёса металлические, с резиновыми шинами, близкие к таковым от автомобиля ГАЗ-АА (с иной формой ступицы). Для защиты расчёта орудие имело щит толщиной 5 мм.
Орудие укомплектовано панорамным прицелом ПГ-1. Основная статья: Панорама Герца
Панорама служит для точной наводки пушки в горизонтальной и вертикальной плоскостях. По внешнему виду панорама представляет собой коленчатую оптическую трубу, в которой различают поворотную головку, неподвижный корпус и крючок.
При стрельбе ночью для освещения шкал панорамы, перекрестия панорамы, уровней и дистанционного барабана прицельных приспособлений, необходимых орудийному расчёту шкал служит прибор «Луч-2» или «Луч-2м».
Для перемещения конной тягой ЗИС-3 комплектуется унифицированным передком обр. 1942 г. для полковых и дивизионных пушек.

## Боевое применение

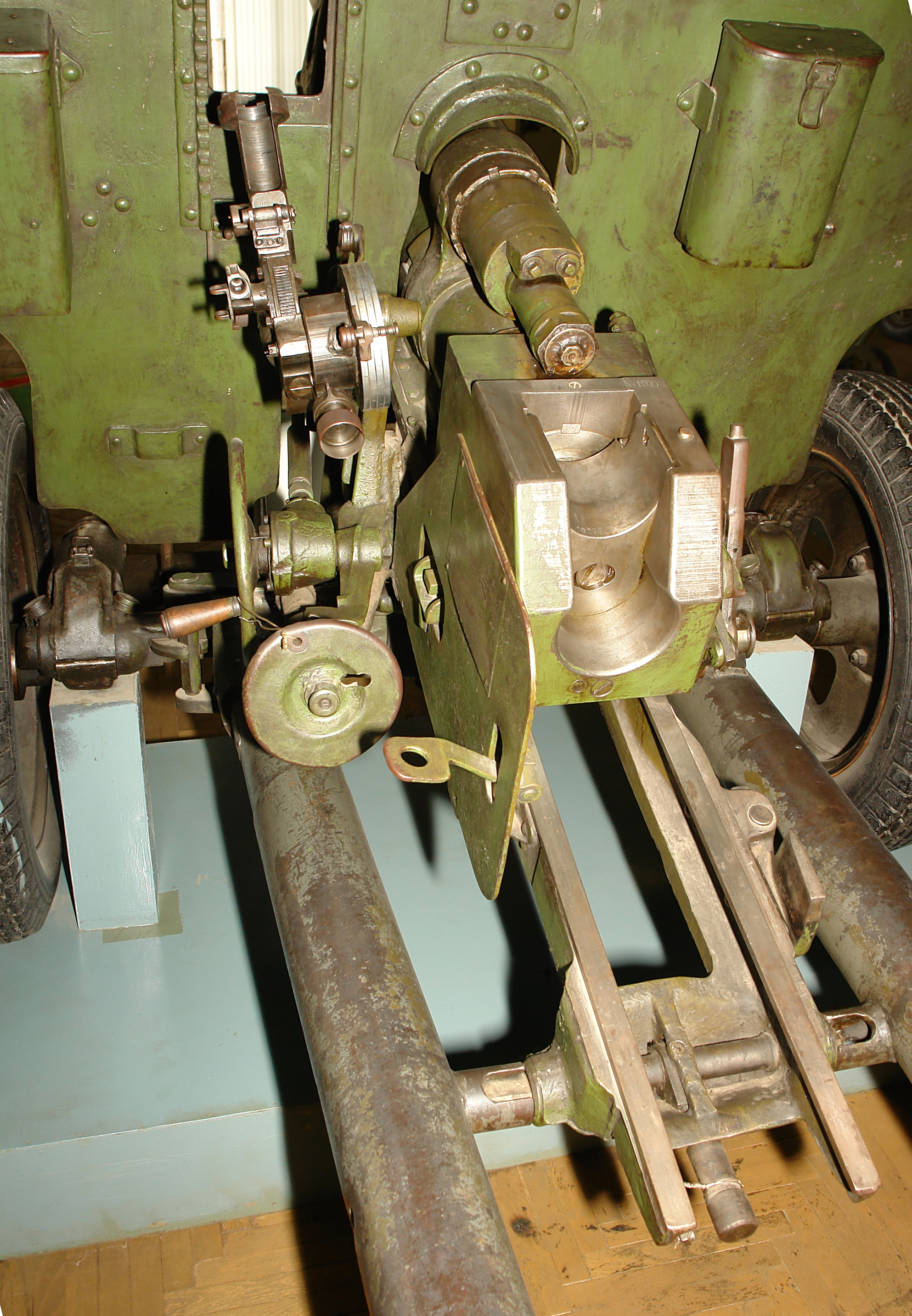
Элементы управления

Согласно руководству по службе, ЗИС-3 предназначена для решения следующих боевых задач:
- Уничтожение живой силы противника
- Подавление и уничтожение огневых средств пехоты противника и его артиллерии
- Уничтожение танков и других мотомеханизированных средств противника
- Разрушение проволочных заграждений
- Разрушение амбразур ДОТов

В заметных количествах эти орудия появились в войсках в 1942 году, постепенно вытесняя своих предшественников — дивизионные орудия обр. 1902/30 гг., обр. 1936 г. (Ф-22) и обр. 1939 г. (УСВ). Интересно, что в немецких войсках советские дивизионки называли «ратш-бум» — звук пролетающего со сверхзвуковой скоростью снаряда был слышен чуть раньше, чем долетал звук выстрела. В 1943 году данное орудие стало основным в дивизионной пушечной артиллерии, а также в истребительно-противотанковых и лёгких артиллерийских полках, имевших по штату 76-мм пушки. В Курской битве ЗИС-3 наряду с 45-мм противотанковыми пушками и 122-мм гаубицами М-30 составляла основу советской артиллерии. Тогда же проявилась недостаточность бронебойного действия орудий против новых немецких танков и САУ, в некоторой степени смягчённая введением в боекомплект подкалиберных, а с конца 1944 года — и кумулятивных снарядов. В дальнейшем, до конца войны ЗИС-3 прочно удерживала статус основной дивизионной пушки, а с 1944 года — по причине снижения темпов выпуска 45-мм пушек и нехватки 57-мм пушек ЗИС-2 — это орудие де-факто стало и основной противотанковой пушкой РККА. Захваченные пушки также использовались немецкими и финскими войсками. Кроме того, ЗИС-3 активно применялись советскими войсками в ходе войны с Японией. Применялась в югославских войнах 1991—2001 гг., в том числе на бронепоезде «Краина экспресс» армии Сербской Краины (1991—1995 гг.).  До сих пор находится на вооружении Отдельного Гвардейского Салютного Дивизиона РФ в качестве салютной пушки для проведения праздничных мероприятий с задействованием оружейного салюта.

## Модификации
- Пушка с затвором от 57-мм орудия ЗИС-2 и кнопочным спуском
- Пушка с упрощённым затвором и рычажным спуском, с углом возвышения 27 градусов
- Пушка с упрощённым затвором и рычажным спуском, с углом возвышения 37 градусов

## Характеристики и свойства боеприпасов
| |
| Слева: боеприпасы пушки ЗИС-3: 1. Выстрел 53-УБР-354А со снарядом 53-БР-350А (Тупоголовый с баллистическим наконечником трассирующий) 2. Выстрел 53-УБР-354Б со снарядом 53-БР-350Б (Тупоголовый с баллистическим наконечником с локализаторами трассирующий) 3. Выстрел 53-УБР-354П со снарядом 53-БР-350П (Подкалиберный бронебойный снаряд трассирующий «катушечного» типа) 4. Выстрел 53-УОФ-354М со снарядом 53-ОФ-350 (Стальной осколочно-фугасный снаряд) 5. Выстрел 53-УШ-354Т со снарядом 53-Ш-354Т (Шрапнель с трубкой Т-6) Справа: бронебойные 76 мм снаряды в разрезе: 1. 53-БР-350А 2. 53-БР-350БСП 3. 53-БР-350П |

ЗИС-3 стреляет всем ассортиментом 76-мм пушечных снарядов, в том числе разнообразными старыми гранатами русского и импортного производства. Орудие также может использовать унитарные выстрелы для 76-мм полковой пушки обр. 1927 г. с меньшим метательным зарядом.
Стальная осколочно-фугасная граната 53-ОФ-350 при установке взрывателя на осколочное действие при своём разрыве создаёт около 870 убойных осколков, эффективный радиус поражения живой силы составляет около 15 м (данные получены по советской методике измерения середины XX века). При установке взрывателя на фугасное действие граната на дистанции 7,5 км способна пробить кирпичную стену толщиной 75 см или земляную насыпь толщиной в 2 м.
Подкалиберный снаряд 53-БР-354П пробивает на дальности 300 м 105 мм броню, а на дальности 500 м — 90 мм броню. В первую очередь подкалиберные снаряды поступали в истребительно-противотанковые части.
Кумулятивный снаряд 53-БП-350М пробивает под углом 45° броню толщиной до 75—90 мм. Прицельная дальность стрельбы по движущемуся танку составляет до 400 м. В войска такие снаряды передавались с конца 1944 года, после доработки взрывателя, исключающей его преждевременное срабатывание в стволе орудия при выстреле.
Шрапнель с 1943 года применялась мало.

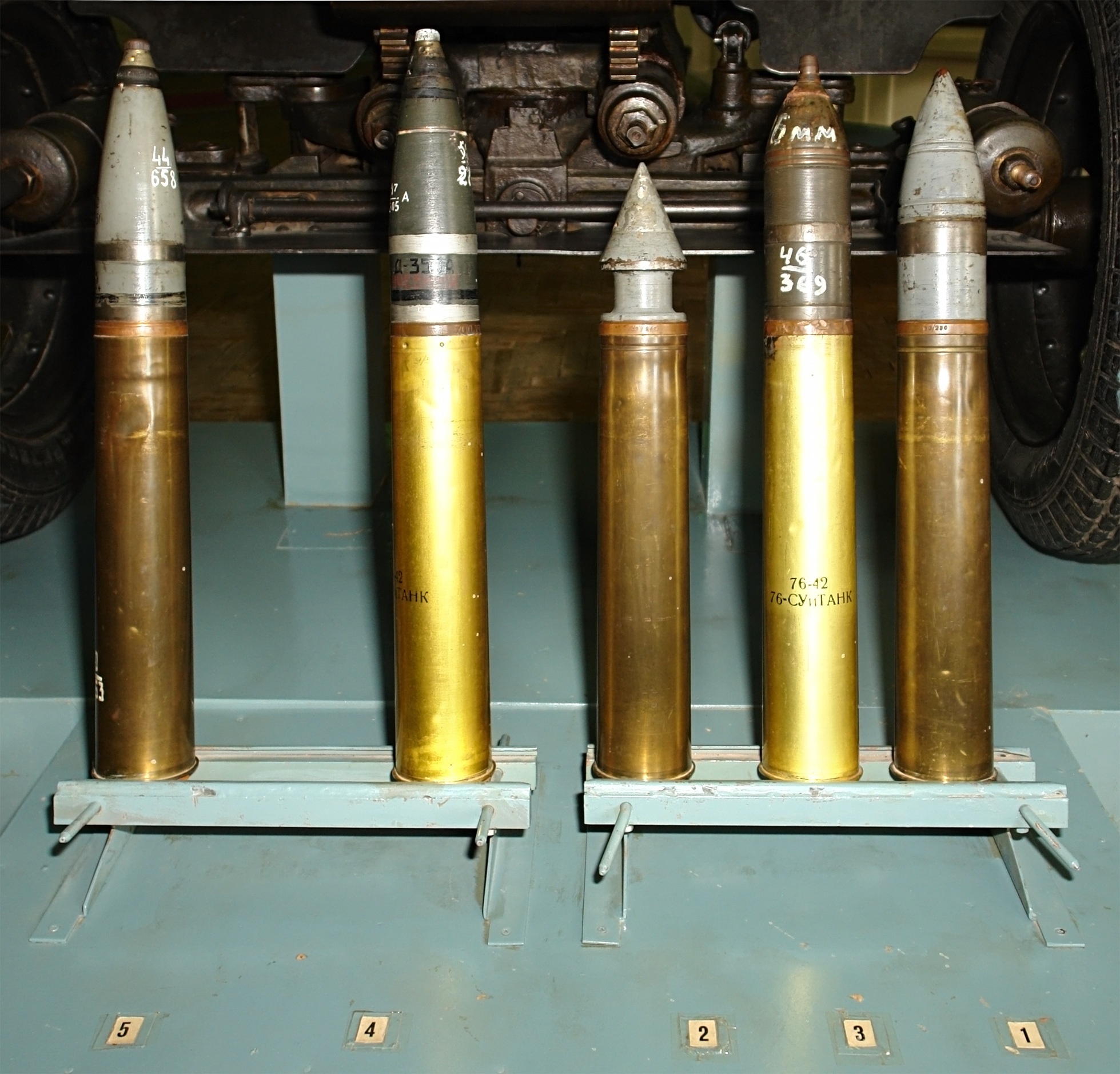
Унитарные 76-мм выстрелы к дивизионной пушке ЗИС-3 обр 1942 года, Военно-исторический музей артиллерии, СПб

| Номенклатура боеприпасов                                                                                   |                      |                 |                               |                         |                        |
| Тип | Индекс ГАУ           | Вес снаряда, кг | Вес ВВ, г                     | Начальная скорость, м/с | Дальность табличная, м |
| Калиберные бронебойные снаряды                                                                             |                      |                 |                               |                         |                        |
| Тупоголовый с баллистическим наконечником трассирующий                                                     | 53-БР-350А           | 6,3             | 155                           | 662                     | 4000                   |
| Тупоголовый с баллистическим наконечником с локализаторами трассирующий                                    | 53-БР-350Б           | 6,5             | 119                           | 655                     | 4000                   |
| Тупоголовый с баллистическим наконечником сплошной трассирующий (БР-350Б сплошной)                         | 53-БР-350СП          | 6,5             | нет                           | 655                     | 4000                   |
| Подкалиберные бронебойные снаряды                                                                          |                      |                 |                               |                         |                        |
| «Катушечного» типа (принят на вооружение в апреле 1943)                                                    | 53-БР-354П           | 3,02            | нет                           | 950                     | 1000                   |
| Кумулятивные снаряды                                                                                       |                      |                 |                               |                         |                        |
| Сталистого чугуна вращающийся (в войсках с мая 1943 — для полковых орудий, с конца 1944 — для дивизионных) | 53-БП-350М           | 3,94            | 623                           | 355                     | 2000                   |
| Осколочно-фугасные снаряды                                                                                 |                      |                 |                               |                         |                        |
| Стальная дальнобойная граната                                                                              | 53-ОФ-350            | 6,2             | 540                           | 680                     | 13000                  |
| Сталистого чугуна осколочная дальнобойная граната                                                          | 53-О-350А            | 6,21            | 710                           | 475                     | 9800                   |
| Осколочно-фугасный                                                                                         | 53-ОФ-350В           | 6,2             | ?                             | ?                       | ?                      |
| Осколочно-фугасный мелкосерийный                                                                           | 53-ОФ-363            | 7,1             | ?                             | ?                       | ?                      |
| Фугасная стальная старая русская граната                                                                   | 53-Ф-354             | 6,41            | 785                           | 640                     | 9050                   |
| Фугасная стальная старая русская граната                                                                   | 53-Ф-354М            | 6,1             | 815                           | ?                       | ?                      |
| Фугасная стальная старая французская граната                                                               | 53-Ф-354Ф            | 6,41            | 785                           | 640                     | 9050                   |
| Шрапнель                                                                                                   |                      |                 |                               |                         |                        |
| Шрапнель с трубкой 22 сек. или Д                                                                           | 53-Ш-354             | 6,5             | 85 (260 пуль)                 | 624                     | 6000                   |
| Шрапнель с трубкой Т-6                                                                                     | 53-Ш-354Т            | 6,66            | 85 (250 пуль)                 | 618                     | 8600                   |
| Шрапнель Гартца с накидками                                                                                | 53-Ш-354Г            |                 | 85                            | ?                       | ?                      |
| Стержневая шрапнель                                                                                        | 53-Ш-361             | 6,61            | нет                           | 666                     | 8400                   |
| Картечь |                      |                 |                               |                         |                        |
| Картечь | 53-Ш-350             | ?               | 549 пуль                      | ?                       | 200                    |
| Дымовые снаряды                                                                                            |                      |                 |                               |                         |                        |
| Дымовой дальнобойный стальной                                                                              | 53-Д-350             | 6,45            | 80 тротил + 505 жёлтый фосфор | ?                       | ?                      |
| Дымовой сталистого чугуна                                                                                  | 53-Д-350А            | 6,45            | 66 тротил + 380 жёлтый фосфор | ?                       | ?                      |
| Зажигательные снаряды                                                                                      |                      |                 |                               |                         |                        |
| Зажигательный дальнобойный стальной                                                                        | 53-З-350             | 6,24            | 240                           | 679                     | 9400                   |
| Зажигательный                                                                                              | 53-З-354 (черт.3890) | 6,5 (6,66)      | 240                           | 624                     | 6200                   |
| Зажигательный Погребнякова-Стефановича                                                                     | 53-З-354             | 4,65            | 240                           | 680                     | 5600                   |
| Осколочно-химические снаряды                                                                               |                      |                 |                               |                         |                        |
| Осколочно-химический снаряд                                                                                | 53-ОХ-350            | 6,25            | ?                             | 680                     | 13000                  |

| Таблица бронепробиваемости для 76-мм дивизионной пушки обр.1942 г. (ЗИС-3) |                          |                          |
| Тупоголовый калиберный бронебойный снаряд 53-БР-350А |                          |                          |
| Дальность, м | При угле встречи 60°, мм | При угле встречи 90°, мм |
| 100 | 63                       | 77                       |
| 300 | 60                       | 73                       |
| 500 | 57                       | 69                       |
| 1000 | 49                       | 61                       |
| 1500 | 43                       | 52                       |
| 2000 | 37                       | 46                       |
| 3000 | 29                       | 35                       |
| 4000 | 23                       | 29                       |
| Подкалиберный снаряд 53-БР-354П |                          |                          |
| Дальность, м | При угле встречи 60°, мм | При угле встречи 90°, мм |
| 100 | 97                       | 119                      |
| 300 | 84                       | 104                      |
| 500 | 73                       | 89                       |
| 1000 | 49                       | 60                       |
| Приведённые данные относятся к советской методике измерения пробивной способности. Следует помнить, что показатели бронепробиваемости могут заметно различаться при использовании различных партий снарядов и различной по технологии изготовления брони. |                          |                          |

## Оценка проекта

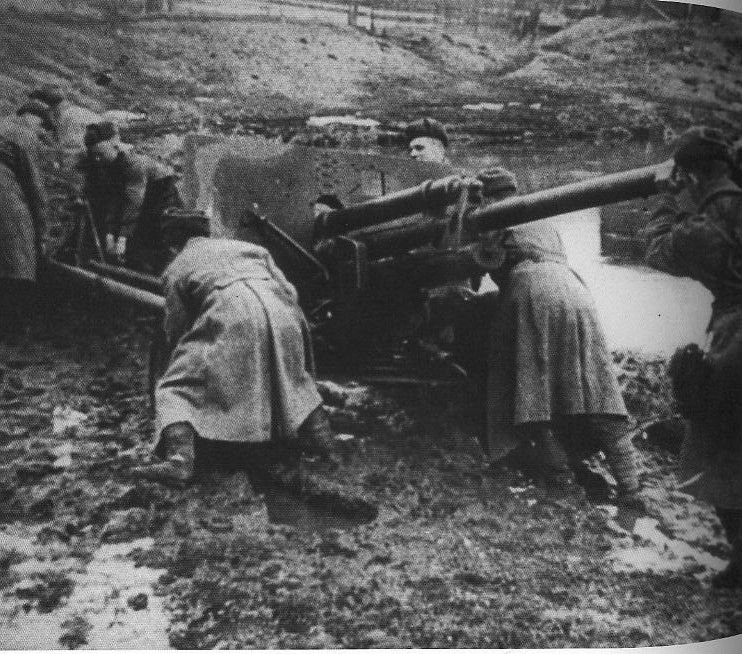
Относительно небольшая масса орудия позволяет перекатывать его только силами расчёта, Великая Отечественная война.

76-мм дивизионная пушка обр. 1942 г. на момент принятия на вооружение полностью отвечала всем поставленным перед орудием такого класса требованиям по мобильности, огневой мощи, неприхотливости в повседневной эксплуатации и технологичности производства.  Дальность прямого выстрела составляла 820 м.

### Мобильность
Наличие подрессоривания позволяло буксировать орудие наиболее распространёнными в РККА грузовыми автомобилями типов ЗИС-5, ГАЗ-АА или ГАЗ-ММ. Также пушку могли буксировать существенно менее мощные лёгкие четырёхколёсные полноприводные автомобили Dodge WC (более известные в СССР как «Додж 3/4»), являвшиеся штатным средством тяги в истребительно-противотанковых подразделениях. Конструкторами не забыта и конная тяга, для этого орудие укомплектовано передком. Относительно небольшая масса орудия позволяет перекатывать его на поле боя только силами расчёта и сопровождать поддерживаемую пехоту «огнём и колёсами». Хотя такое применение более свойственно значительно более лёгким полковым орудиям того же калибра, ЗИС-3 также не раз выполняла функции по непосредственной поддержке наступающих стрелковых частей. В этом плане она смотрелась явно предпочтительнее более тяжёлых своих предшественниц Ф-22 и УСВ. В итоге высокие характеристики по мобильности позволяли применять орудие в очень широком круге дорожных и климатических условий даже в условиях недостаточной моторизации Красной Армии.

### Огневая мощь

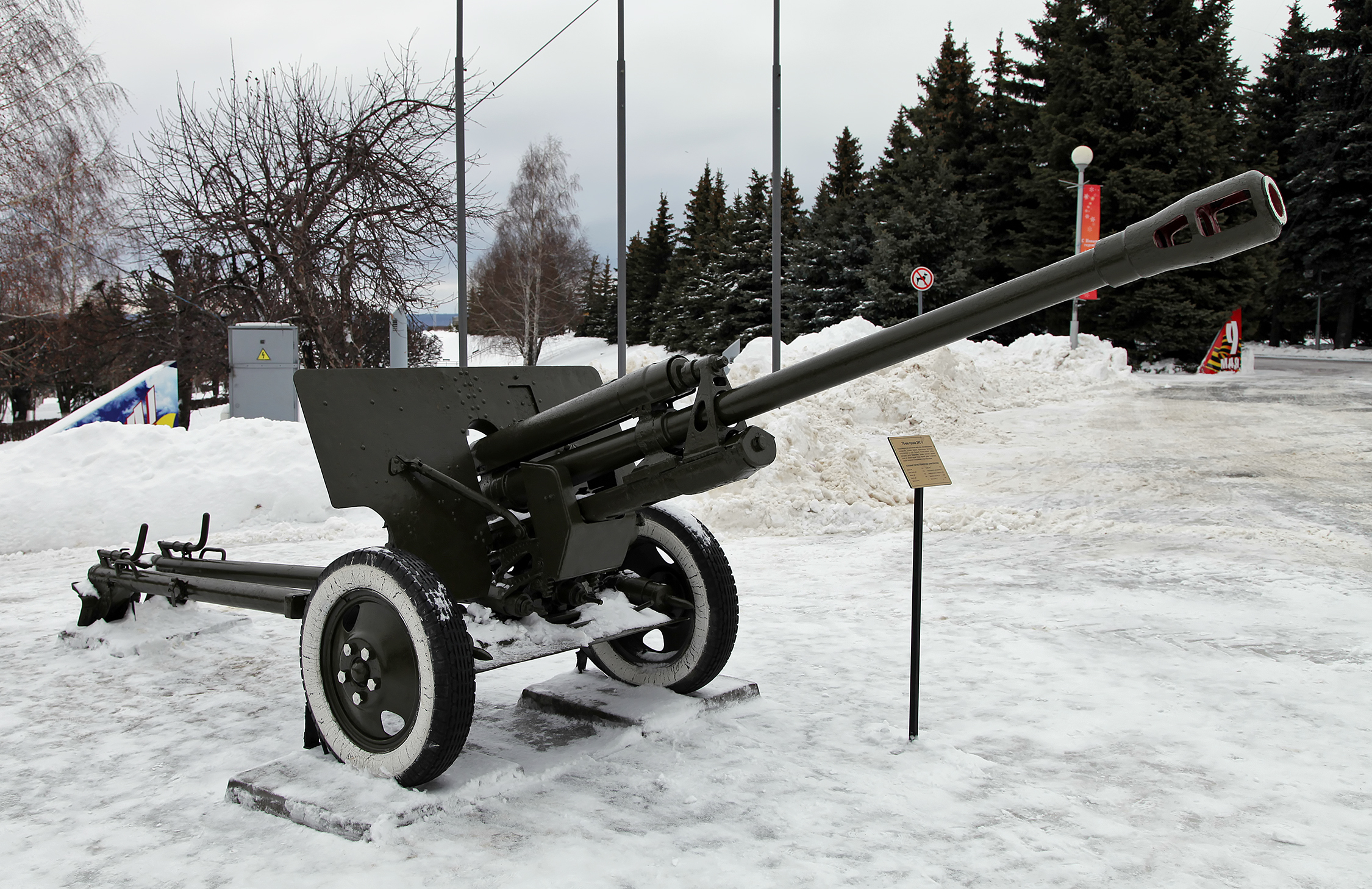
ЗИС-3 в мемориальном парке «Победа» г. Чебоксары.

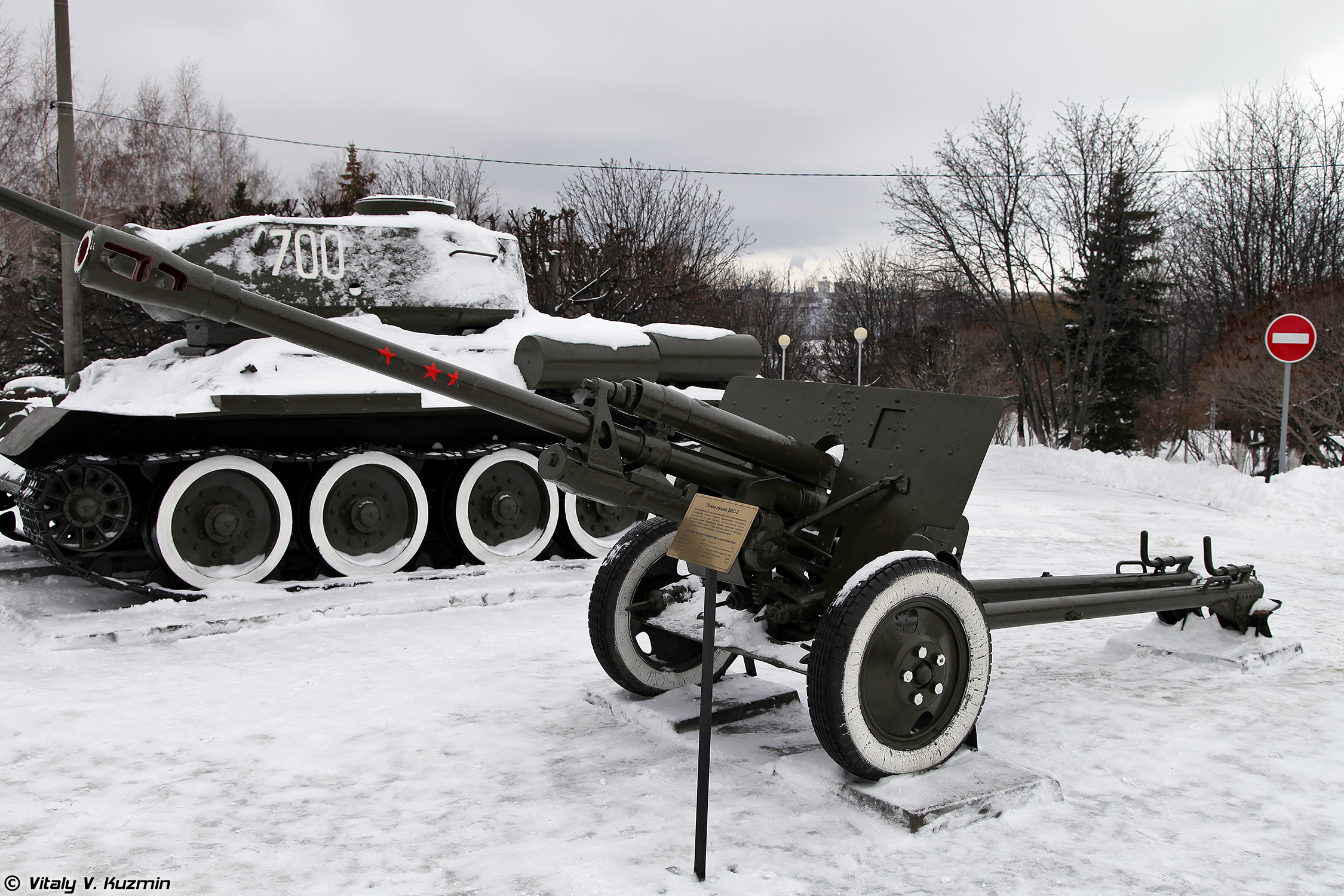

Огневая мощь орудия на момент принятия на вооружение также может считаться вполне удовлетворительной для дивизионной пушки.

#### Противопехотные возможности
Против открыто расположенной живой силы противника действие 76-мм осколочных и шрапнельных снарядов было на уровне или в некоторых случаях даже превосходило аналогичный параметр иностранных орудий калибров 75 и 76,2 мм. Однако фугасное действие против полевых укреплений любого орудия этих калибров, включая ЗИС-3, недостаточно — сказалось небольшое количество взрывчатого вещества в 75- или 76-мм снаряде, но по большинству массовых укреплений и других целей на поле боя ЗИС-3 была эффективна. С другой стороны, при наличии в организационно-штатной структуре стрелковой, моторизованной или танковой дивизии гаубичных дивизионов со 122-мм гаубицами этот недостаток на уровне подразделения не играл ведущей роли.
Другим часто упоминаемым недостатком орудий калибра 76-мм является малое облако разрыва осколочно-фугасного или шрапнельного снаряда, крайне затрудняющее его наблюдение, а следовательно и корректирование огня на близкой к предельной по дальности дистанции. Однако в большинстве случаев дивизионная пушечная артиллерия вела огонь на дистанциях порядка 3—5 км, где негативное влияние этого обстоятельства уже не было в числе определяющих.

#### Противотанковые возможности
По бронебойному действию до начала 1943 года ЗИС-3 была способна на дистанции огня до 500—700 метров поразить в лоб практически любой образец немецкой бронетехники за редким исключением (например, штурмовое орудие StuG III Ausf F с 80-мм лобовой бронёй); но с массовым появлением в 1943 году новых образцов немецких танков и самоходно-артиллерийских установок бронепробиваемость ЗИС-3 стала недостаточной. В частности, 80-мм броня с невысокой вероятностью (ниже 50 %) могла быть пробита только на дистанциях менее 300 м, а 100-мм не пробивалась вовсе. Поэтому по состоянию на 1943 год бронирование тяжёлого танка PzKpfW VI «Тигр» было неуязвимым для ЗИС-3 в лобовой проекции и слабо уязвимым на дистанциях ближе 300 м в бортовой проекции. Слабо уязвимы в лобовой проекции для ЗИС-3 также новый немецкий танк PzKpfW V «Пантера» и модернизированные PzKpfW IV Ausf H и PzKpfW III Ausf M или N; однако все эти машины уверенно поражались из ЗИС-3 в борт. Введение подкалиберного (с 1943 года) и кумулятивного (с конца 1944 года) снарядов улучшило противотанковые возможности ЗИС-3, позволив ей на дистанциях ближе 500 м уверенно поражать вертикальную 80-мм броню, но 100-мм вертикальная броня так и осталась для неё непосильной.
Относительная слабость противотанковых возможностей ЗИС-3 осознавалась советским военным руководством, однако до конца войны заменить ЗИС-3 в истребительно-противотанковых подразделениях так и не удалось: так, 57-мм противотанковые пушки ЗИС-2 в 1943—1944 годах произведены в количестве 4375 шт., а ЗИС-3 за тот же период — в количестве 30053 шт., из которых около половины направлено в истребительно-противотанковые части. Мощные же 100-мм полевые пушки БС-3 попали в войска только в конце 1944 года и в небольшом количестве.
Недостаточная бронепробиваемость орудий ЗИС-3 частично компенсировалась тактикой применения, ориентированной на поражение уязвимых мест бронетехники. Кроме того, против большинства образцов немецкой бронетехники бронепробиваемость ЗИС-3 оставалась адекватной до конца войны.

### Надёжность и технологичность
Главные же козыри ЗИС-3 по сравнению с аналогами — крайняя неприхотливость в эксплуатации и очень высокая технологичность её производства. Для условий, существовавших в СССР во время войны, это было важнейшим преимуществом. Качество подготовки личного состава артиллерийских частей дивизионного уровня было чаще всего невысоким, в условиях крайне ускоренной подготовки в учебных частях способность орудия выдерживать отсутствие должного технического обслуживания из-за низкой технической квалификации расчётов становилась решающим аргументом в его пользу. Применённые В. Г. Грабиным технические решения на этом орудии позволили выпускать ЗИС-3 конвейерным методом с использованием даже низкоквалифицированной рабочей силы в отсутствие высококачественных материалов, используя их дешёвые заменители без критичной потери боевых и эксплуатационных свойств. Это позволило в кратчайшие сроки насыщать войска, восполнять потери материальной части советской артиллерии и восстанавливать её боеспособность после тяжёлых сражений с большими потерями, таких, как Курская битва.

### Зарубежные аналоги
| Характеристика | ЗИС-3                                     | Pak 40                | 3 inch Gun M5             | QF 25 pounder             |
| --- | ----------------------------------------- | --------------------- | ------------------------- | ------------------------- |
| Страна | Союз Советских Социалистических Республик | Германия              | Соединённые Штаты Америки | Великобритания            |
| Назначение и тип | Дивизионная пушка                         | Противотанковая пушка | Противотанковая пушка     | Дивизионная гаубица-пушка |
| Калибр, мм | 76,2                                      | 75                    | 76,2                      | 87,6                      |
| Масса в боевом положении, т:                                                                                              | 1,2                                       | 1,43                  | 2,21                      | 1,8                       |
| Максимальная дальность огня осколочно-фугасным снарядом, м                                                                | 13 290                                    | 7678                  | 14 700                    | 12 260                    |
| Тип и заявленная бронепробиваемость калиберного бронебойного снаряда под углом встречи в 30° относительно нормали с 500 м | БР-350А 61                                | Pzgr 41 (W) 80        | AP M79 Shot 104           | Shot, AP, Mk.1T 60        |
| Тип и масса осколочно-фугасного снаряда, кг                                                                               | ОФ-350 6,2                                | 7,5 cm Sprgr. 34 5,75 | HE M42A1 Shell 5,84       | Shell, HE, Mk.1 11,34     |

По сравнению с образцами артиллерийского вооружения других стран, близких по калибру и области применения, ЗИС-3 в какой-то степени является уникальным орудием. Опыт позиционной по своему характеру Первой мировой войны показал, что калибр пушек в 75-76 мм уже недостаточен для эффективного действия против полевой и особенно долговременной фортификации противника, а потому на дивизионном уровне произошёл качественный переход от пушек этих калибров к более мощным гаубицам. Так в армиях США и нацистской Германии военные отдали предпочтение гаубицам 105-мм калибра (соответственно M2 и leFH18), британские специалисты остановились на промежуточном варианте — 87,6-мм 25-фунтовой гаубице-пушке. Из ведущих промышленно-развитых стран активное развитие полевой пушки калибра 76,2-мм продолжалось лишь в СССР и только боевые столкновения с тяжелобронированными французскими и английскими танками в 1940 году вызвали некоторый интерес военных Третьего рейха к мощной 75-мм противотанковой пушке Pak 40, близкой по некоторым характеристикам к ЗИС-3. Несколько позже по той же причине на свет появились 76-мм мощные противотанковые орудия M5 в США и QF 17 pounder в Великобритании, но последняя по своим характеристикам и назначению существенно ближе к советской 100-мм полевой пушке БС-3, чем к лёгкой дивизионной пушке ЗИС-3. Поэтому наиболее похожими — хотя и не во всех аспектах — из близких по времени создания к 76-мм дивизионной пушке обр. 1942 г. следует признать немецкое орудие Pak 40, американское M5 и с известной долей условности британскую гаубицу-пушку QF 25 pounder.
По сравнению с немецкой противотанковой пушкой ЗИС-3 из-за менее прочной ствольной группы, меньшего метательного заряда и худшего качества снарядов существенно проигрывает в бронепробиваемости, но из-за меньшей отдачи и иной конструкции сошников советское орудие имеет одно серьёзное преимущество при противотанковом применении: оно не зарывается в грунт при стрельбе. Pak 40 при ведении огня зарывается в грунт настолько сильно, что её невозможно силами расчёта при необходимости повернуть в заданном направлении — выдернуть застрявшее в земле орудие можно только мощным тягачом. При фланговой атаке противника это обстоятельство становилось смертельно опасным. Меньшая масса ЗИС-3 также благоприятствовала поддержке своей пехоты колёсами, что для Pak 40 гораздо сложнее. В ряде источников также отмечается несколько лучшее осколочно-фугасное действие 76-мм снарядов ЗИС-3 по сравнению с 75-мм немецкими. Практически то же самое можно сказать о равной Pak 40 по мощности и ещё более тяжёлой 76-мм американской противотанковой пушке M5. Здесь примечательно, что это орудие, несмотря на самые высокие бронебойные возможности среди прочих американских буксируемых пушек, неудовлетворительно расценивалось представителями Армии США из-за невозможности его переката силами расчёта. Английская же 87,6-мм гаубица-пушка QF 25 pounder, хотя и использовалась на дивизионном уровне и обладает относительно близким калибром к 76,2 мм, относится уже несколько к другому классу орудий, а потому её прямое сравнение с ЗИС-3 является неправомерным.
В Румынии на лафет советской пушки наложили ствол от румынского зенитного орудия М1936 получили свою противотанковую пушку.
В сравнении же с близкими по калибру и ещё достаточно многочисленными модернизированными орудиями времён Первой мировой войны (разнообразные советские, польские, французские и финские усовершенствования Canon de 75 Modèle 1897 или 76-мм дивизионной пушки обр. 1902 г.) ЗИС-3 далеко впереди по большинству показателей.
Подводя итог, можно сказать, что 76-мм дивизионная пушка обр. 1942 г. (ЗИС-3) была образцом вооружения, по своим характеристикам на уровне лучших мировых образцов, а по технологичности и надёжности — идеально подходящей для условий эксплуатации и производства СССР военного времени. Хотя её боевые возможности начиная уже с 1943 года не в полной мере отвечали требованиям времени, она позволила советским артиллеристам получить значительный опыт, пригодившийся уже в послевоенное время при освоении новых орудий, более мощных, но также уже более требовательных к квалификации обслуживающего персонала.

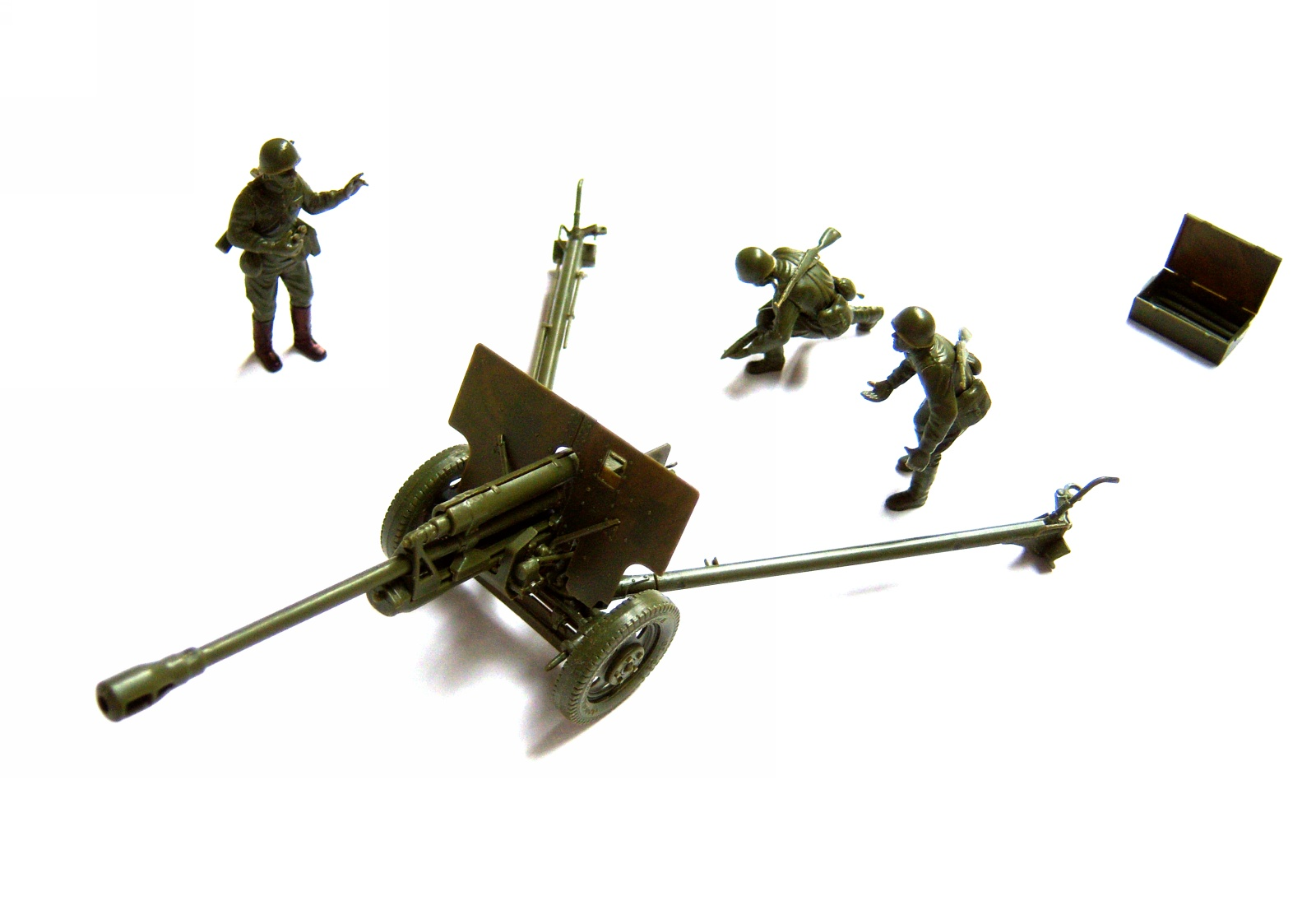
Неокрашенная модель ЗИС-3 производства фирмы «Звезда» с фигурками артиллеристов

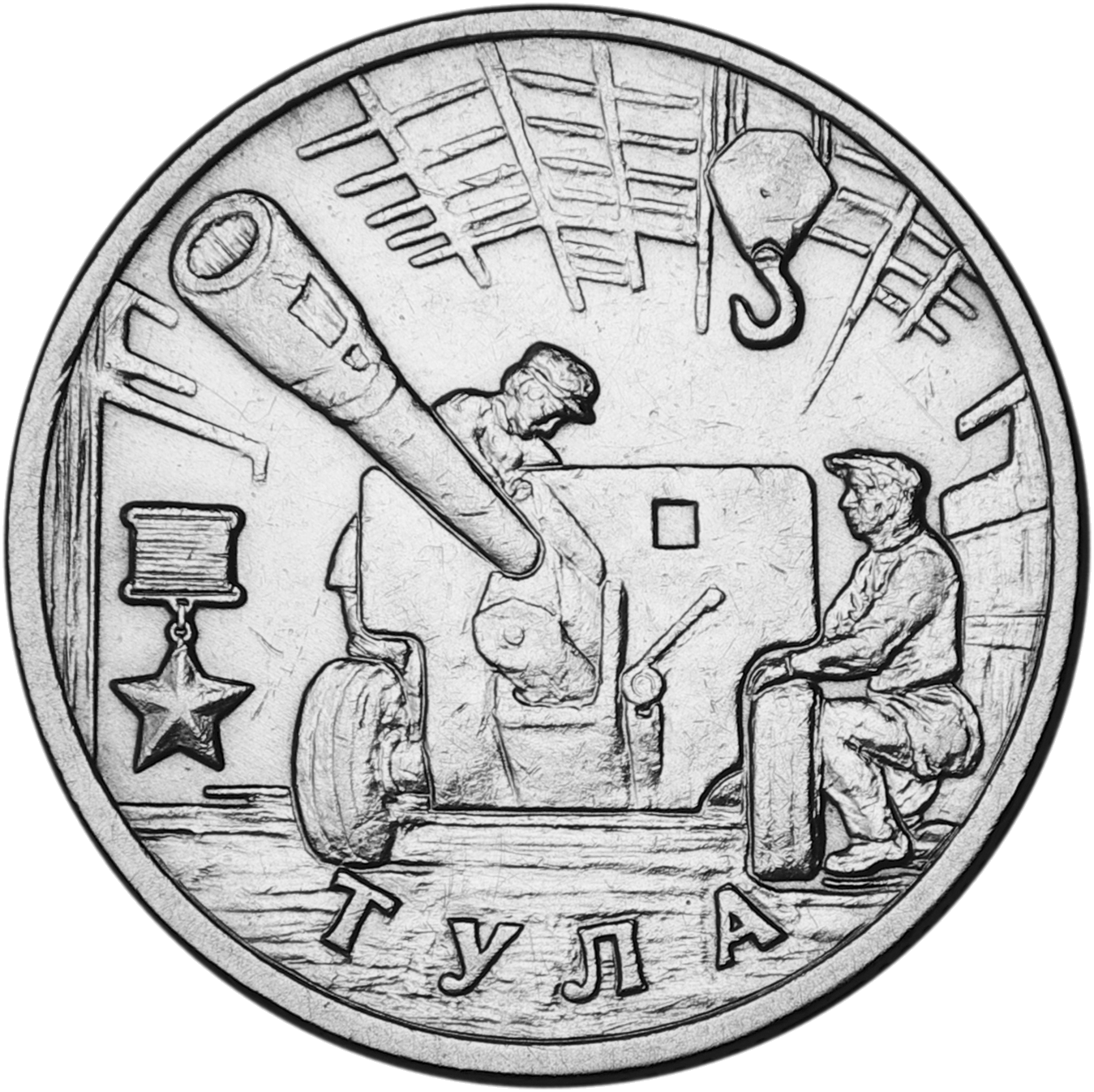
На монете России «Город-герой Тула», 2000

## ЗИС-3 в сувенирной и игровой индустрии
В компьютерно-игровой и сувенирной индустрии 76-мм дивизионная пушка обр. 1942 г. (ЗИС-3) представлена достаточно широко благодаря своей известности. В частности, ЗИС-3 можно увидеть в стратегиях реального времени «Блицкриг», «В тылу врага», «Sudden Strike» («Противостояние»), «Order of War» и «Company of Heroes 2».

## ЗИС-3 в послевоенное время
После окончания Второй мировой войны часть пушек передана союзникам СССР, а те часто перепродавали их в страны третьего мира. Оставшаяся в СССР часть орудий была частично складирована, а частично утилизирована на металл. Достаточно большое количество пушек ЗИС-3 в странах СНГ служат в качестве орудий-памятников в мемориалах, посвящённых Великой Отечественной войне. В современной Российской армии оставшиеся ЗИС-3 часто используются как элементы украшения зданий и скверов на территории артиллерийских частей, некоторое их количество имеется на складах в боеспособном состоянии. Иногда их используют как салютные орудия или в театрализованных представлениях на тему сражений Великой Отечественной войны.

## Операторы

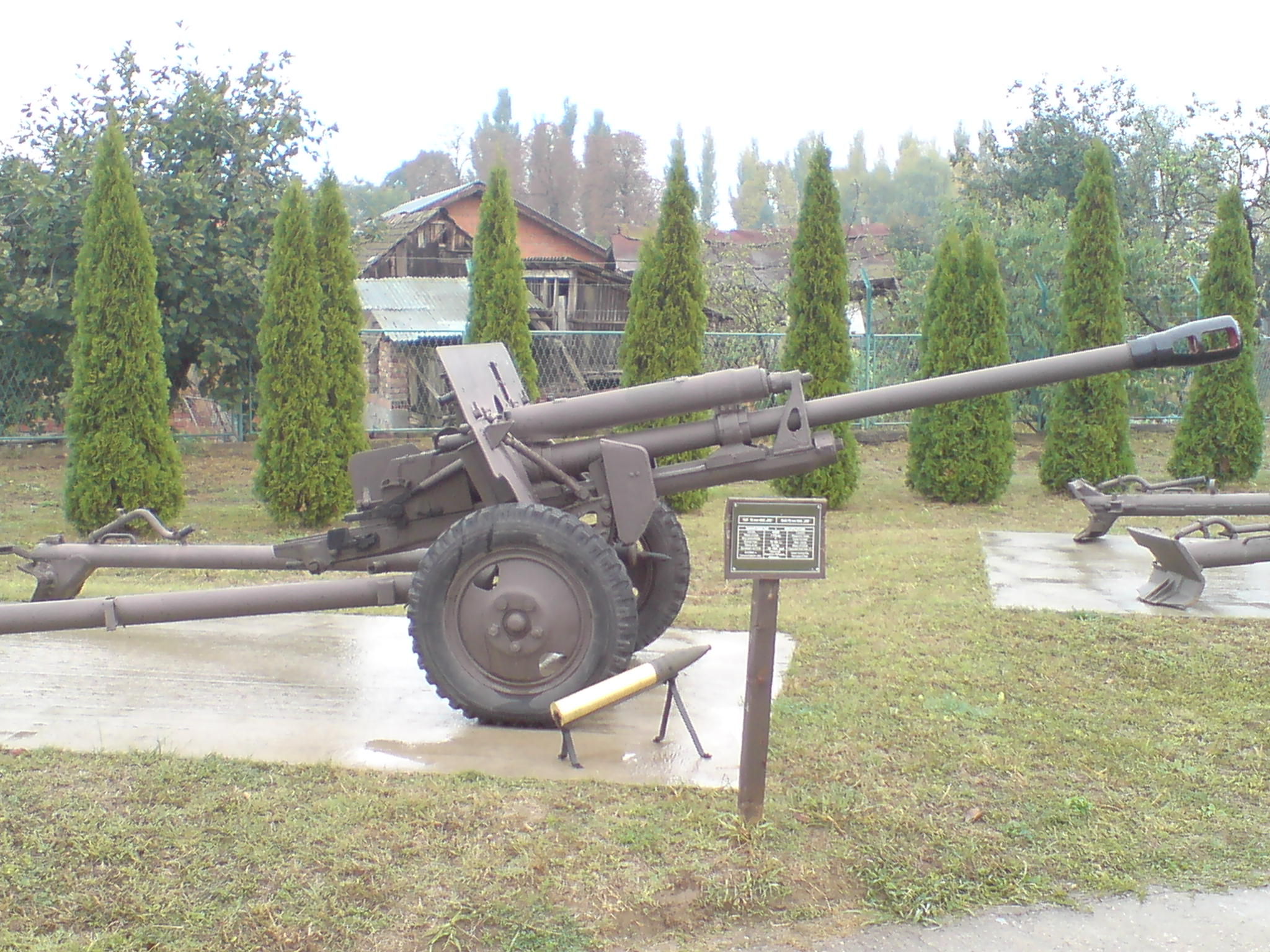
ЗИС-3 в Вуковарском музее, Хорватия

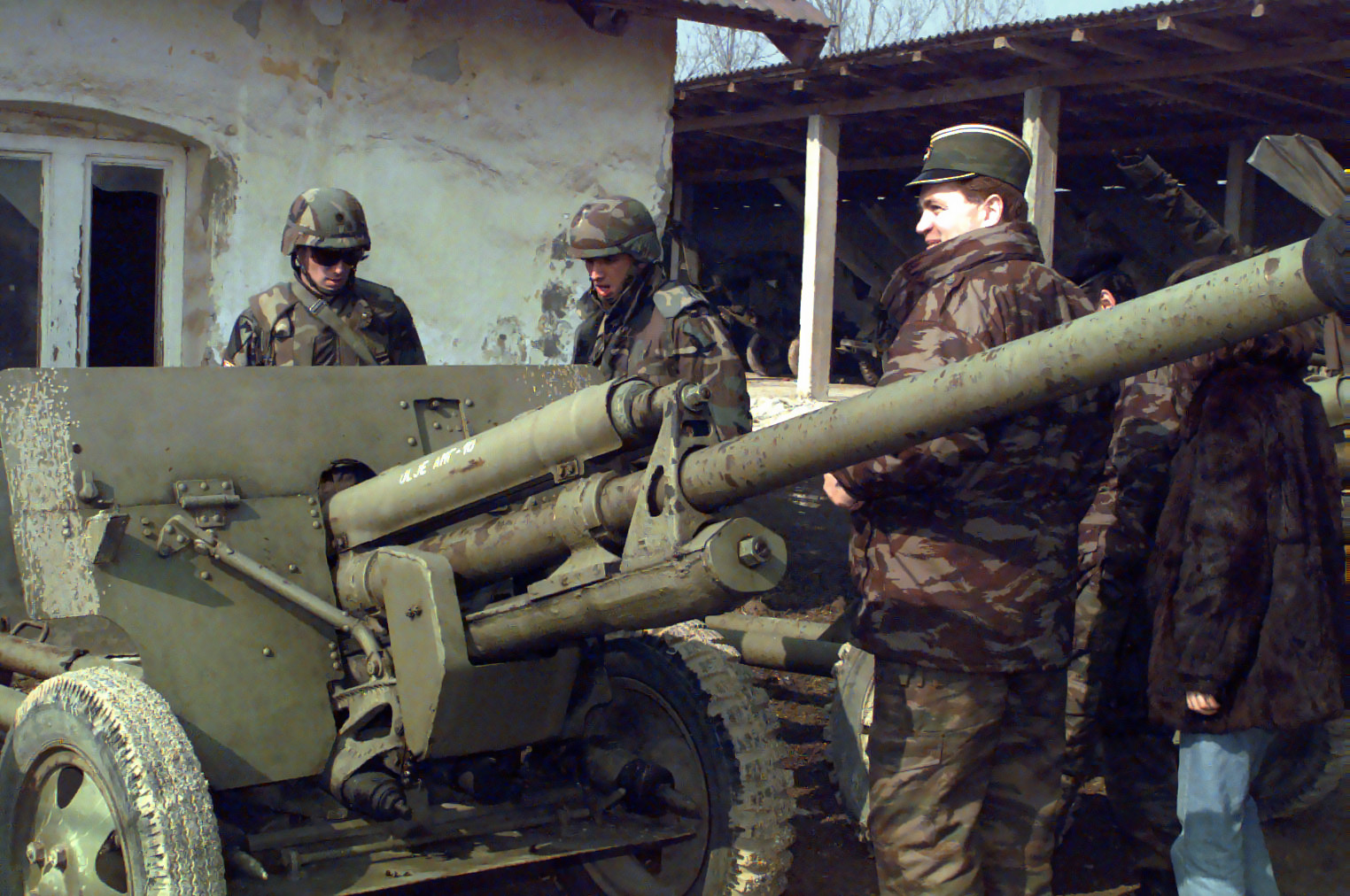
Полковник (на тот момент) Республики Сербской Винко Пандуревич показывает инспектирующим американским офицерам IFOR пушку ЗИС-3, февраль 1996

- Камбоджа — некоторое количество, по состоянию на 2024 год[11]
- Намибия — 12 ЗИС-3, по состоянию на 2024 год[11]
- Никарагуа — 83 ЗИС-3, по состоянию на 2024 год[11]
- Судан — 40 ЗИС-3, по состоянию на 2016 год[12]

## Бывшие операторы
- СССР
- Афганистан — некоторое количество, по состоянию на 2007 год[13]
- Бангладеш — 50 Тип 54[14], по состоянию на 2007 год[15]
- Вьетнам — некоторое количество, по состоянию на 2007 год[16]
- Гвинея — 8 ЗИС-3, по состоянию на 2007 год[17]
- Замбия — 35 ЗИС-3, по состоянию на 2007 год[18]
- Республика Конго — некоторое количество, по состоянию на 2007 год[19]
- Куба — некоторое количество, по состоянию на 2007 год[20]
- Мадагаскар — 12 ЗИС-3, по состоянию на 2007 год[21]
- Северная Македония — 10 ЗИС-3, по состоянию на 2007 год[22]
- Республика Сербская Краина — 137 ЗИС-3 в начале 1995 г.[23]
- Мозамбик — 40 ЗИС-3, по состоянию на 2007 год[24]
- Уганда — некоторое количество, по состоянию на 2007 год[25]
- КНДР
- Украина